# ルーメンアルカローシス
ルーメンアルカローシスとは第一胃内においてアンモニアの過剰発酵により、第一胃内のpHが上昇した状態。タンパク質、非蛋白態窒素化合物の過剰摂取を原因とする。食欲減退、反芻低下、乳量低下などを示す。ルーメンアルカローシスが持続すると大腸菌やプロテウス菌の増殖により第一胃腐敗症を発症する。